# 栗柄水龙骨
栗柄水龙骨（学名：Polypodiodes microrhizoma）为水龙骨科水龙骨属下的一个种。

## 扩展阅读
- 維基物種上的相關：栗柄水龙骨